# Dobiegniew (kolonia)
Dobiegniew (niem. Woldenberg) – kolonia w Polsce położona w województwie lubuskim, w powiecie strzelecko-drezdeneckim, w gminie Dobiegniew.
W latach 1975–1998 miejscowość administracyjnie należała do województwa gorzowskiego.